# En civil retssag
En civil retssag er en dansk kortfilm fra 1973, der er instrueret af Claus Ørsted efter manuskript af Henrik G. Poulsen.

## Handling
Ved en færdselsulykke på en mørk landevej bliver en motorcyklist og en 14-årig dreng kvæstet. Hvem af de to er ansvarlig for ulykken? Dette spørgsmål skal afgøres af landsretten, og med denne sag som eksempel giver filmen et indtryk af forløbet af en typisk civil retssag.